# San Giovanni Maria Vianney
| San Giovanni Maria Vianney | San Giovanni Maria Vianney            |
| -------------------------- | ------------------------------------- |
|                            |                                       |
| Patrozinium                | Hl. Pfarrer von Ars                   |
| Weihetag                   | 4. Nov. 1990                          |
| Pfarrei                    | San Giovanni Vianney alla Borghesiana |
| Diözese                    | Rom                                   |
| Kardinalpriester:          | Rainer Maria Woelki                   |
| Anschrift                  | Via Lentini, 6 00133 Roma             |

San Giovanni Maria Vianney ist die römisch-katholische Pfarrkirche der gleichnamigen seit 1963 bestehenden Pfarrei im römischen Stadtteil Z.XIV im östlichen Außenrandbezirk Borghesiana (Via Lentini 6).
Seit 2012 ist sie Titelkirche des Kardinalpriesters von San Giovanni Maria Vianney. Der derzeitige Titelinhaber Rainer Maria Woelki nahm sie am 30. Juni 2012 in Besitz.
Namensgeber der Kirche ist der französischen Heilige Jean-Marie Vianney (1786–1859), der auch als „heiliger Pfarrer von Ars“ und Schutzpatron der Pfarrer bekannt ist. Der moderne, nach Plänen des Architekten Antonio die Nola in den Jahren 1989/90 errichtete und 1990 von Kardinal Ugo Poletti eingeweihte Kirchenbau ersetzt eine 1952 erbaute Kirche.